# T'amo e t'amerò
T'amo e t'amerò (I love you and I always will) è un film del 1999 diretto da Ninì Grassia.
Il regista Grassia ne ha curato anche il soggetto, la sceneggiatura e le musiche originali.

## Trama
Paolo Di Leo è orfano di madre e non ha mai conosciuto suo padre: vive insieme alla zia ed alloggia nell'albergo di cui sono i proprietari i coniugi baresi Manuel e Kikka. Il ricco ragazzo è un cantante dilettante ed a scuola è ben voluto dalle sue compagne, tranne che da Daniela, che - infatti - gli passa una copia sbagliata del compito: da qui ad innamorarsi il passo è breve. Il nuovo autista dell'albergo, Rodolfo, sventa un tentativo di rapimento di Paolo e la zia riconosce in lui il padre del ragazzo, ordinandogli di andarsene. Così Rodolfo decide di imbarcarsi come marinaio, ma Paolo scopre la verità trovando alcune fotografie dell'infanzia e riesce a fermarlo in tempo riconciliandosi con lui.

## Produzione
Il film è girato a Sant'Antonio Abate (nel Grand Hotel La Sonrisa dove era stato girato il film precedente di Grassia Cient'anne), a Bagnoli Irpino e nella sua frazione turistica di Lago Laceno in Provincia di Avellino, Eboli, Paestum, Capaccio in Provincia di Salerno, Maratea, Lagonegro in Provincia di Potenza e Pescara. Alla produzione (casting ed organizzazione) del film collabora Michele Lunella.
Il film uscì nelle sale di tutta Italia il 19 ottobre 1999. È l'ultimo dei nove film musicali diversi diretti e prodotti da Ninì Grassia.
Molte foto del set si trovano nel web.